# Jules-Marcel Avre
Jules-Marcel Avre, francoski general, * 1890, † 1972.